# America This Morning
America This Morning est une émission d'information matinale de la chaîne American Broadcasting Company. Actuellement les présentateurs de l'émission sont les mêmes que le journal nocturne World News Now.

## Historique
En juillet 1982, Roone Arledge, nouveau directeur d'ABC News depuis 1977, décide de lancer un programme d'information matinal d'une heure nommé ABC News This Morning. Il est présenté par Steve Bell et Kathleen Sullivan depuis les locaux d'ABC News à Washington, D.C., comme la plupart des programmes d'ABC News. L'émission est renommée dès 1983 ABC World News This Morning.
Le 11 juillet 1988, l'émission déménage dans les locaux de New York et deux nouveaux présentateurs prennent le relais, Forrest Sawyer et Paula Zahn.
Au milieu de l'année 1992, la production de World News This Morning est regroupée avec celle de World News Now, les présentateurs de l'émission nocturne assurant la présentation de cette édition matinale. L'émission se voit aussi réduire à deux sections de 30 minutes puis une seule de 30 minutes répétées si les chaînes locales ne diffusent pas leurs propres programmes.
Le 13 novembre 2006, l'émission change de nom pour America This Morning